# Ратече
Ратече (словен. Rateče) — поселення в общині Кранська Гора, Горенський регіон, Словенія. Висота над рівнем моря: 863,6 м.
В містечку народився австрійський невролог Ґвідо Вердніґ (1844 – 1919).